# Nässjö
För andra betydelser, se Nässjö (olika betydelser).

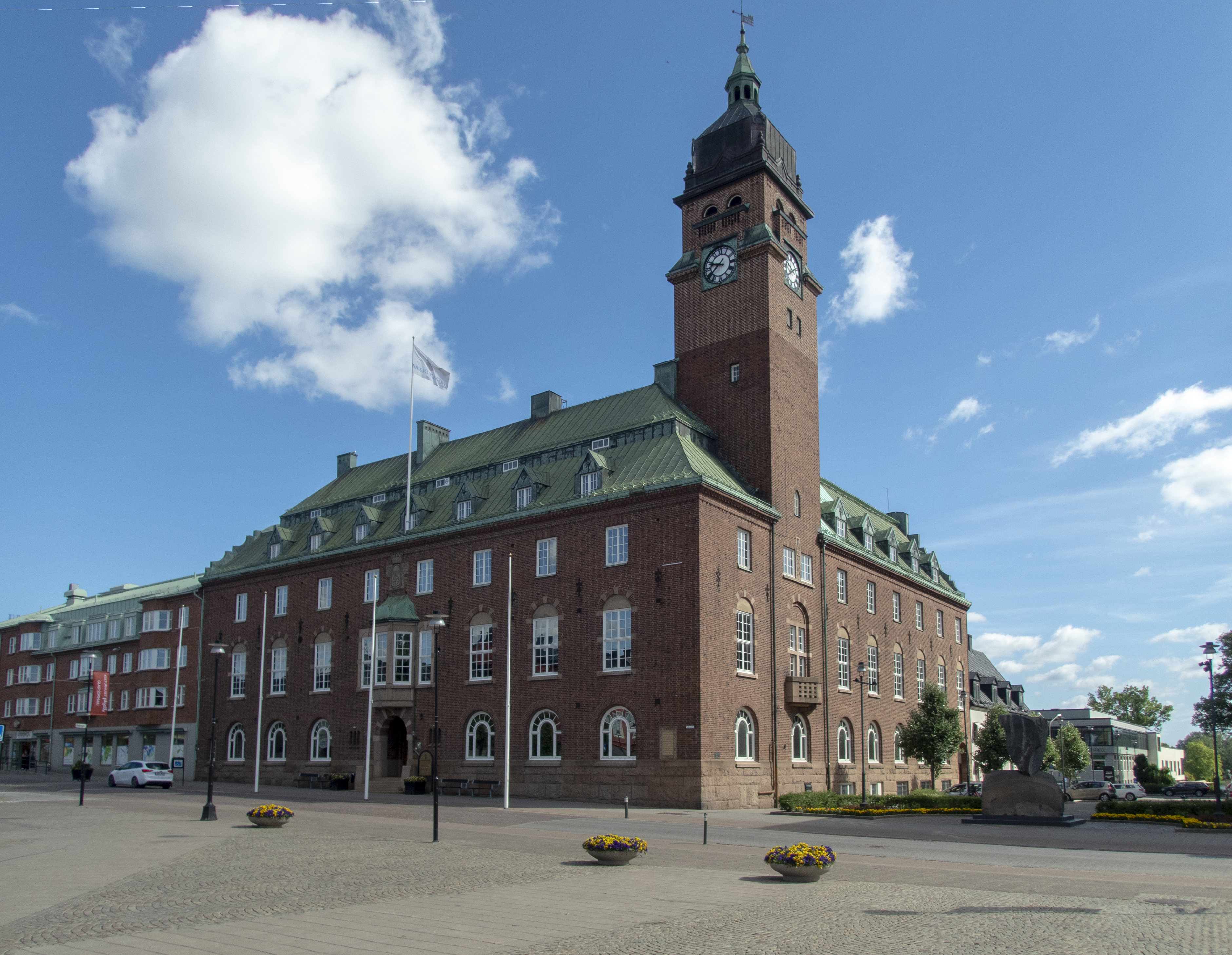
Stadshuset i Nässjö

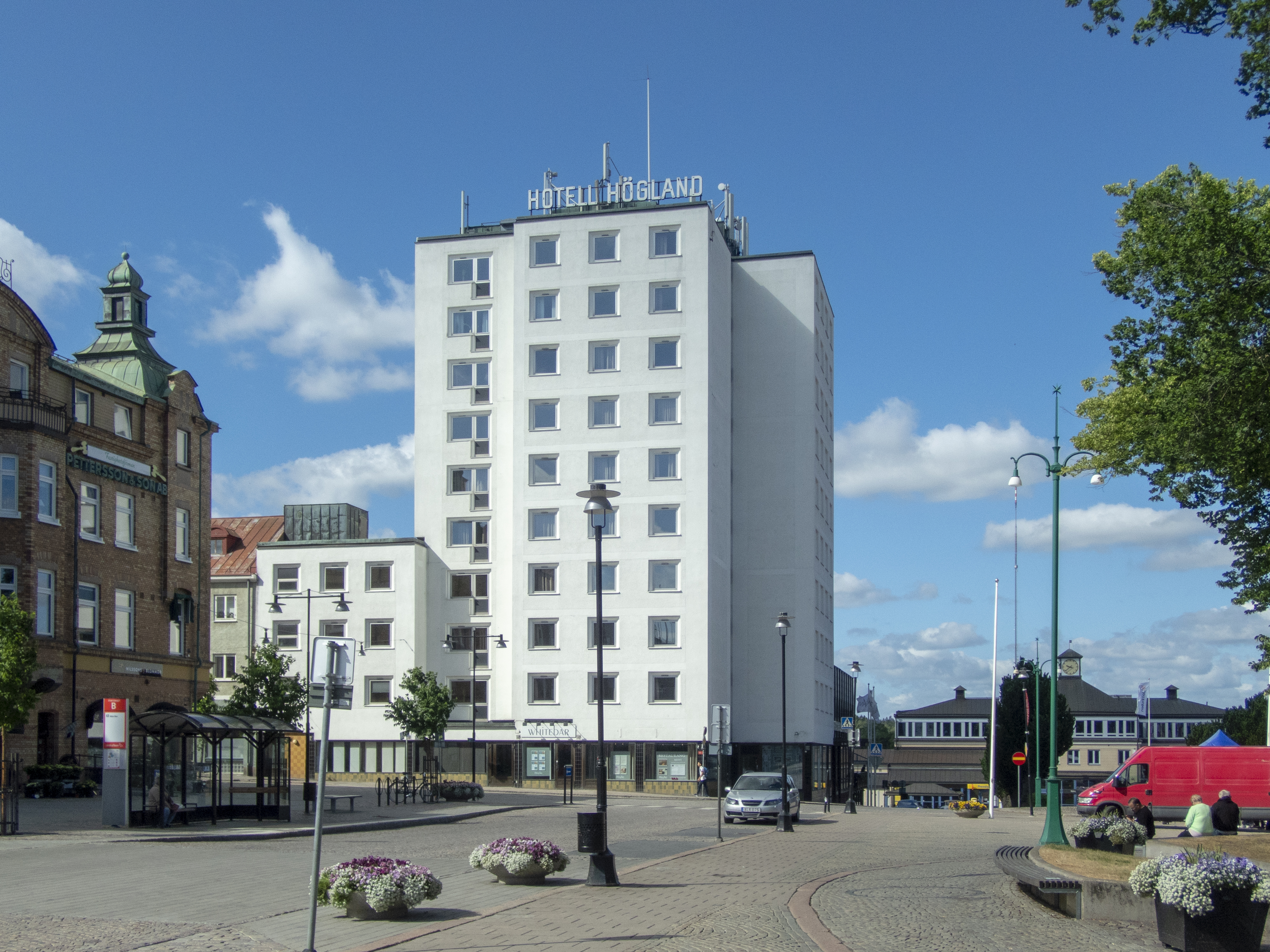
Hotell Högland

Nässjö [²nɛɧːøː] är en tätort och centralort i Nässjö kommun i Jönköpings län.

## Historia
Nässjös historia börjar 1864, när beslutet togs att Södra stambanan skulle dras genom orten och sedan dess har staden varit känd som en stor järnvägsknut.
Tidigare låg här byarna Åker, Runneryd vid Runnerydsjön där järnvägsstationen anlades och herrgården Ingsberg vid Ingsbergssjön. I Runneryd där stationen anlades bodde endast 53 personer år 1850. Enligt myten hade riksdagsmannen Petter Jönsson i Träslända betydelse för att järnvägen fick den dragning den fick. På 1870-talet började Nässjö att blomstra, 1873 öppnades Nässjö–Oskarshamns Järnväg, 1874 Östra stambanan, 1882 Halmstad-Nässjö järnväg och slutligen 1914 Kalmar-Nässjö järnväg. 1875 hade Nässjö 1 351 invånare. 1882 flyttade Nässjö Stolfabrik sin verksamhet till orten.
Orten utvecklades till ett municipalsamhälle 1881 och fick köpingsrättigheter 1890. 1892 härjade en eldsvåda i norra och västra delen av Nässjö, varvid 45 boningshus eller 1/3 av samhället brann ned. 1897 förlades Sörängens folkhögskola till Nässjö. Tack vare frikostiga donationer av bland andra Carl Johan Petersson gick staden snabbt framåt. 1900 var folkmängden 2 036 invånare. Kyrkan uppfördes 1909 i baltisk gotik.
1914 erhöll Nässjö stadsrättigheter. Den förblev tillhörigt Tveta, Vista och Mo tingslag. Nässjö stadshus på Rådhusgatan uppfördes 1913-1914 i nationalromantisk stil och är ritat av arkitektduon Carl Melin och August Ewe. I huset fanns tidigare stadshotellet och en polisstation samt affärer och bostäder. 1964 ersattes stadshotellet i stadshuset av Hotell Högland, ritat av Forssman & Snellman.
Stadens första järnvägsstation, som var dess första offentliga byggnad, ritades av Adolf W. Edelsvärd, som också aktivt deltog i stadsplaneringen och utformningen runt stationsområdet Nässjö C. Nässjö är idag den enda plats i Sverige där järnvägar från sex olika håll strålar samman med person- och godstrafik på samtliga banor. Här finns ett järnvägsmuseum, Nässjö Järnvägsmuseum, som visar Nässjös historia som järnvägsstad, men även svensk järnvägshistoria i allmänhet.
Förutom Trafikverket finns en stor mängd trä- och verkstadsindustrier i staden som stora arbetsgivare. Fram till 1981 fanns det ett i Småland välkänt bryggeri, Nässjö bryggeri, som bland annat tillverkade det klassiska ölet Fat 21. Efter nedläggningen stod bryggeribyggnaden tom fram till 1988, då den brann upp. Ett annat större företag på orten var Eldon.
Strax utanför Nässjö fanns under 1900-talets första del diakonissanstalten i Viebäck, en anstalt för unga flickor från hela landet. Här inrymdes senare Viebäcks folkhögskola.

### Administrativa tillhörigheter
Nässjö var och är kyrkby i Nässjö socken och ingick efter kommunreformen 1862 i Nässjö landskommun, där 12 augusti 1881 inrättades Nässjö municipalsamhälle. 1890 utbröts orten och dess närområde ur landskommunen och bildade Nässjö köping, vilken ombildades 1914 till Nässjö stad. Stadskommunen införlivade 1948 Nässjö socken/landskommun och uppgick 1971 i Nässjö kommun med Nässjö som centralort.
I kyrkligt hänseende har Nässjö alltid hört till Nässjö församling.
Orten ingick till 1891 i Tveta tingslag och därefter till 1971 i Tveta, Vista och Mo tingslag. Sedan 1971 ingår Nässjö i Eksjö tingsrätts domsaga.

### Befolkningsutveckling
| Befolkningsutvecklingen i Nässjö 1900–2020    | Befolkningsutvecklingen i Nässjö 1900–2020 | Befolkningsutvecklingen i Nässjö 1900–2020 | Befolkningsutvecklingen i Nässjö 1900–2020 | Befolkningsutvecklingen i Nässjö 1900–2020 |
| --------------------------------------------- | ------------------------------------------ | ------------------------------------------ | ------------------------------------------ | ------------------------------------------ |
|                                               |                                            |                                            |                                            |                                            |
| År                                            |                                            |                                            | Folkmängd                                  | Areal (ha)                                 |
| 1900                                          | 1900                                       |                                            | 2 010                                      | †                                          |
| 1960                                          | 1960                                       |                                            | 17 306                                     |                                            |
| 1965                                          | 1965                                       |                                            | 18 732                                     |                                            |
| 1970                                          | 1970                                       |                                            | 19 434                                     |                                            |
| 1975                                          | 1975                                       |                                            | 18 634                                     |                                            |
| 1980                                          | 1980                                       |                                            | 17 435                                     |                                            |
| 1990                                          | 1990                                       |                                            | 16 945                                     | 1 108                                      |
| 1995                                          | 1995                                       |                                            | 16 901                                     | 1 133                                      |
| 2000                                          | 2000                                       |                                            | 16 428                                     | 1 141                                      |
| 2005                                          | 2005                                       |                                            | 16 463                                     | 1 141                                      |
| 2010                                          | 2010                                       |                                            | 16 678                                     | 1 144                                      |
| 2015                                          | 2015                                       |                                            | 17 719                                     | 1 134                                      |
| 2020                                          | 2020                                       |                                            | 18 479                                     | 1 197                                      |
| † Befolkning runt ett municipalsamhälle 1900. |                                            |                                            |                                            |                                            |

## Utbildning
- Brinellgymnasiet, ett av Sveriges två bandygymnasier. Här finns även Sveriges enda riksidrottsgymnasium i bowling.
- Norråsaskolan, högstadieskola
- Åkerskolan, f-6
- Handskerydsskolan, f-6
- Hultetskolan, 5-6
- Nyhemsskolan, f-6
- Runnerydsskolan, f-6
- Brinells högstadium, högstadieskola
- Sörängens folkhögskola
- Nässjöakademin, YH-skola

## Sport
Nässjö är en av Sveriges främsta bowlingstäder, med både ett herrlag Team Clan och ett damlag BK Högland i elitserien. Smålands Fotbollförbund bildades i Nässjö den 19 mars 1911. 
Nässjö är en klassisk bandystad. Hemmaplan var fram till 2012 Skogsvallen numera Stinsen Arena.
- Nässjö IF
- IFK Nässjö

Innebandyföreningar är:
- IBK Lokomotiv Nässjö - Division 4
- Nässjö IBF
- Nässjö IBF Dam - Division 3

Övriga idrottsföreningar:
- Nässjö FF spelar herrfotboll i division 2 (2018) damfotboll i division 4
- Nässjö Basket är en basketklubb.
- Nässjö HC är en ishockeyklubb
- Nässjö HF är en handbollsklubb
- Nässjö BK är en bowlingklubb.

## Näringsliv

### Bankväsende

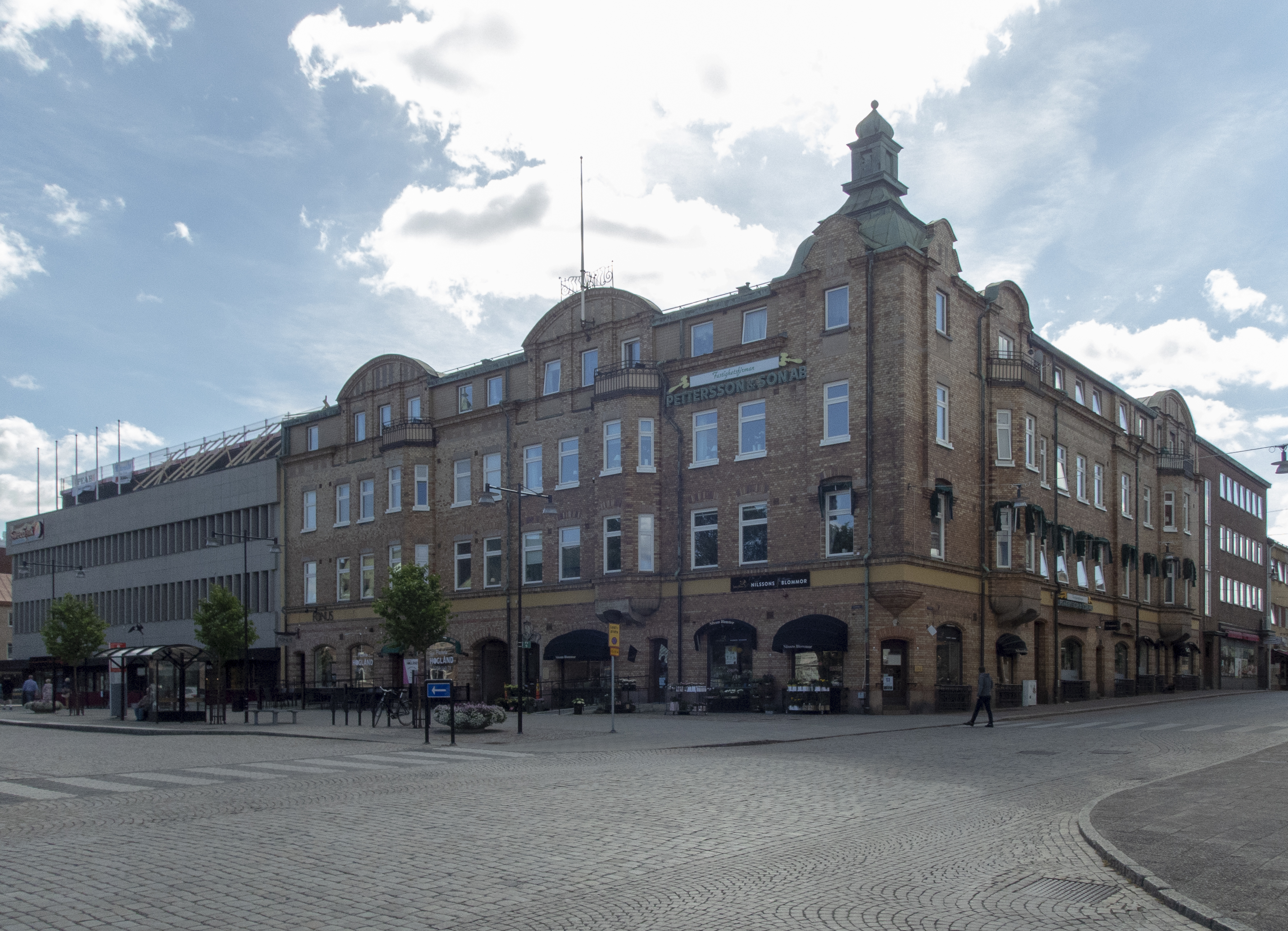
Gamla sparbankshuset

Nässjö sparbank grundades 1872. Den uppgick 1969 i Jönköpings läns sparbank som senare blev en del av Swedbank.
Smålands enskilda bank öppnade ett kontor i Nässjö den 1 oktober 1873. Den 1 juni 1880 öppnade även Oskarshamns enskilda bank ett kontor vid Nässjö järnvägsstation, men det upphörde senare samma decennium. Vid 1920-talets början hade det tillkommit kontor för Nordiska handelsbanken (Göteborgs handelsbank) och Göteborgs bank. Göteborgs handelsbanks kontor övertogs av Smålandsbanken vid början av 1926. Den 12 januari 1963 öppnade Svenska Handelsbanken ett kontor i Nässjö.
Swedbank, Nordea och Handelsbanken har alla alltjämt kontor i Nässjö.

## Kända personer från Nässjö
- Daniel Andersson, bandyspelare
- Jan Axelsson, SVT
- Majgull Axelsson, författare
- Nils "Nicke" Bergström, bandyspelare
- Anders Björck, politiker
- K. Arne Blom, författare
- Dregen, musiker
- Nicke Borg, musiker
- Ulf Friberg, skådespelare
- Henrik Elmér, ståuppkomiker
- Uno "Myggan" Ericson, nöjeshistoriker och journalist
- Anders Faager, friidrottssprinter
- Jesper Fast, ishockeyspelare
- Therese Grankvist, sångare
- Åke Gustavsson, politiker
- Anders Hultqvist, akademiker
- Jan "Habo" Johansson, köpman och bandyspelare
- Peter Larsson, fotbollsspelare
- Torsten Lindberg, fotbollsmålvakt
- Fredrik B. Nilsson, radioprofil
- Anders Strålman, företagsledare
- Thomas Wernerson, fotbollsspelare
- [18] Anders "Andy" Engberg, sångare (sångare i Sorcerer, tidigare i 220volt, Lion´s Share m fl)

## Bilder

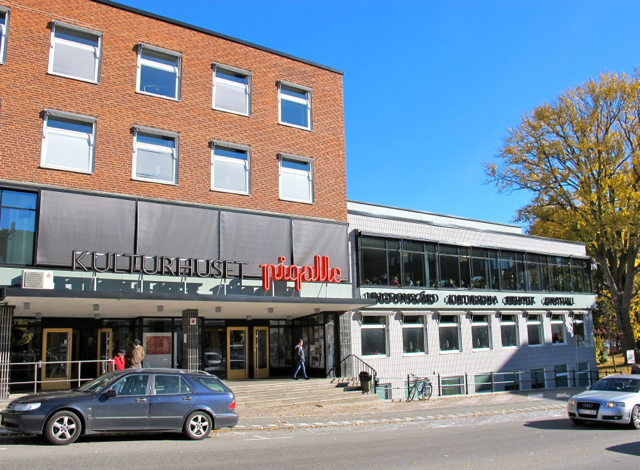
Kulturhuset Pigalle
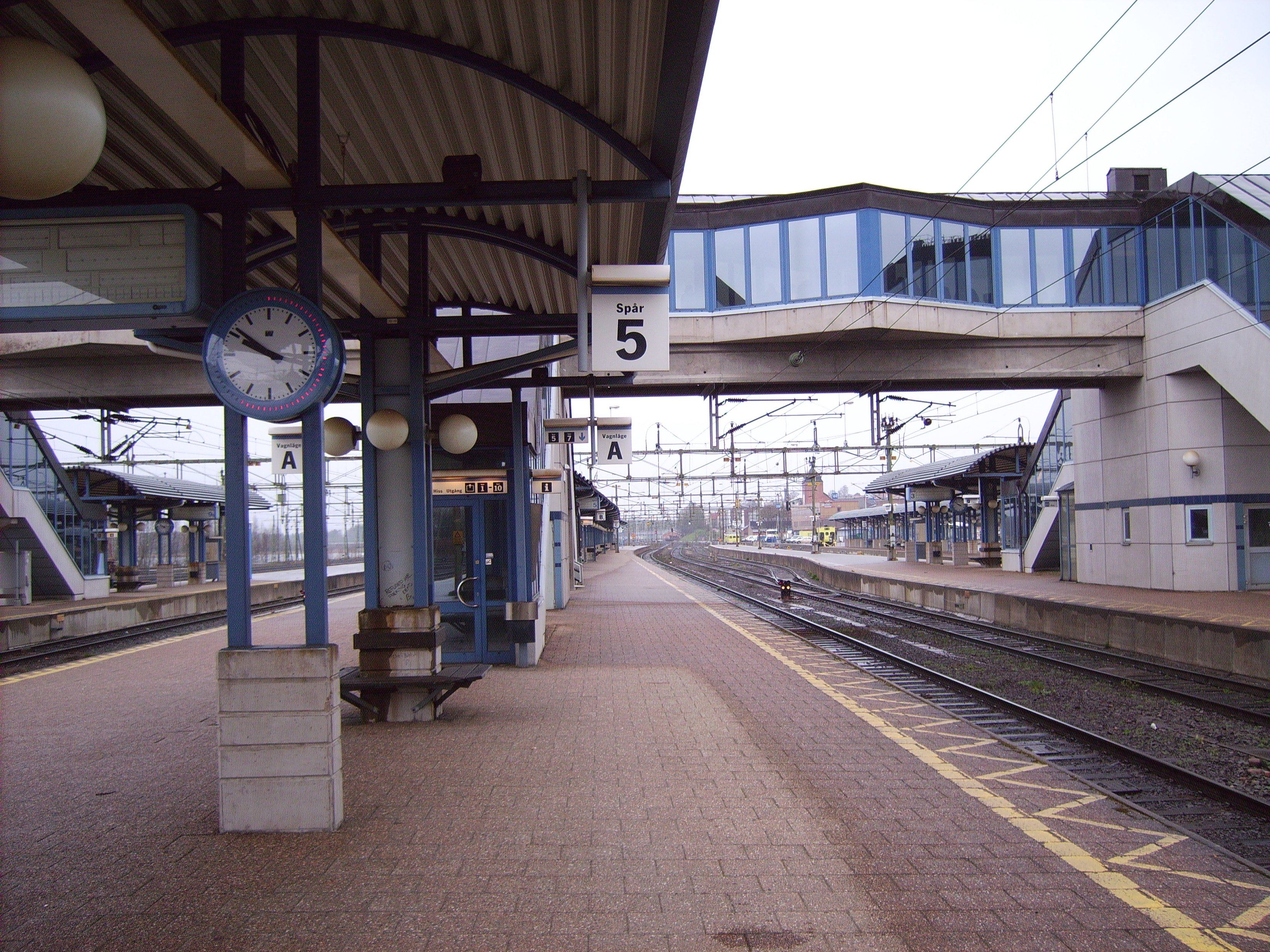
Nässjö järnvägsstation
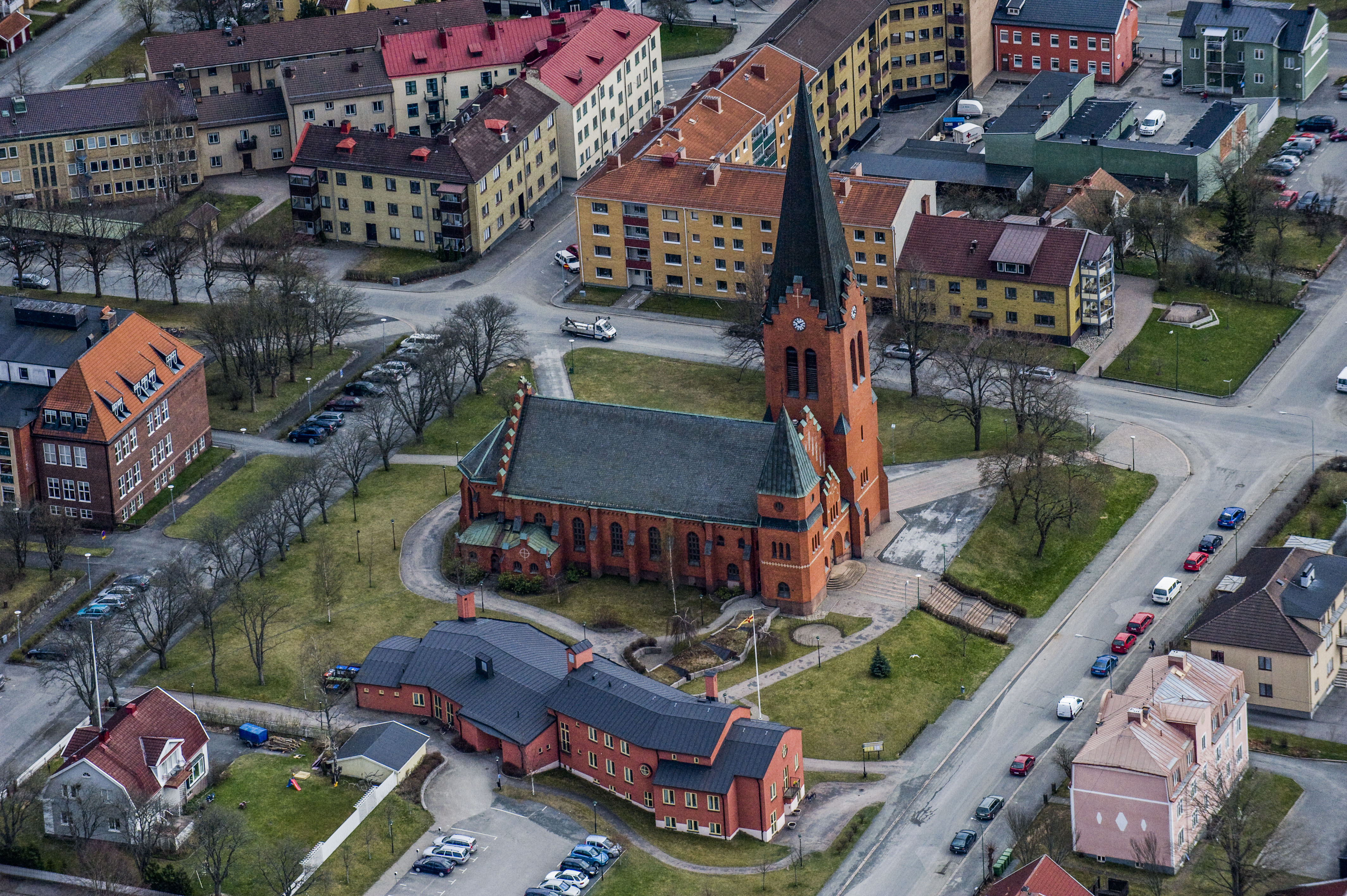
Nässjö kyrka
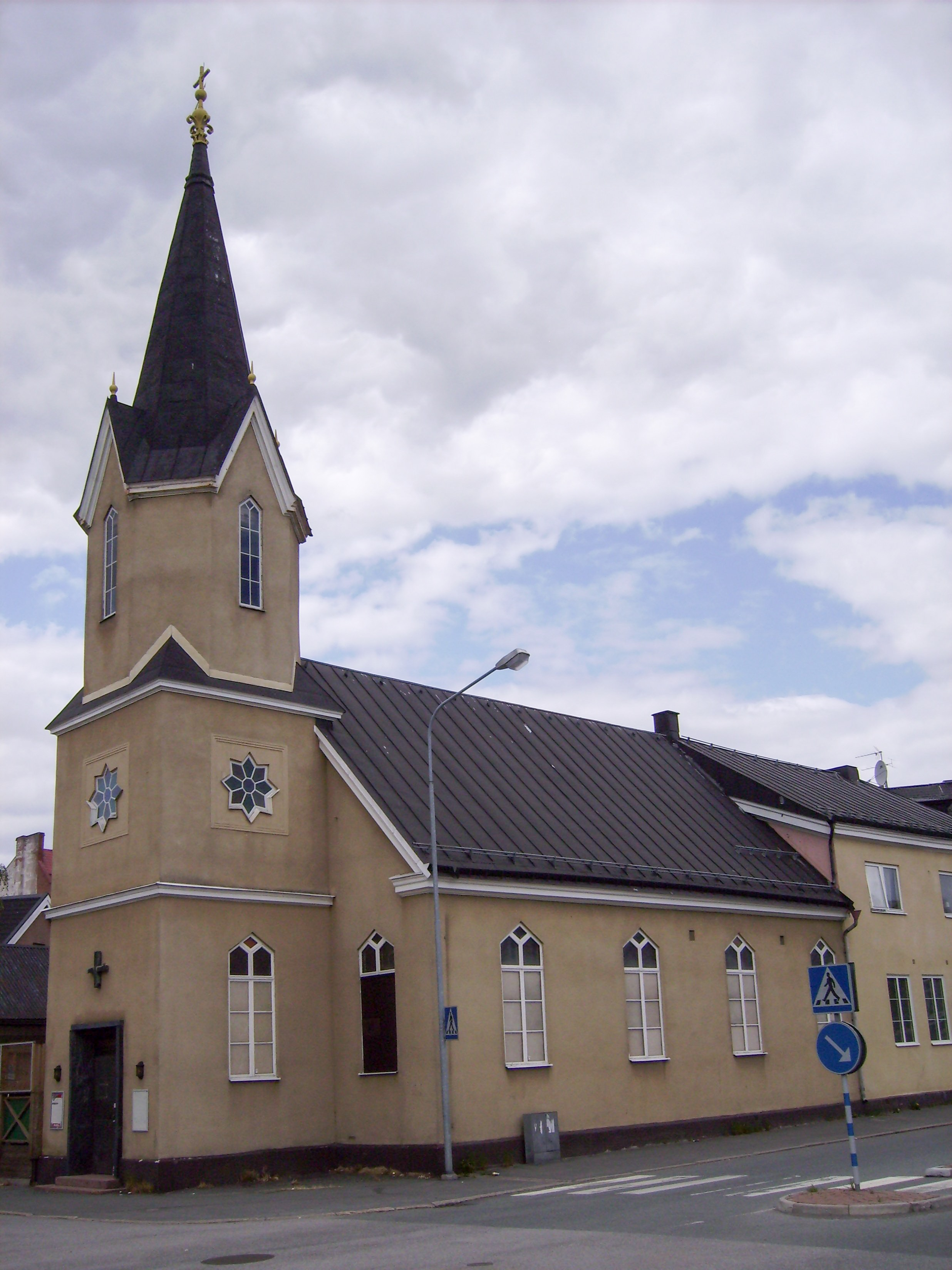
Brotsabokyrkan
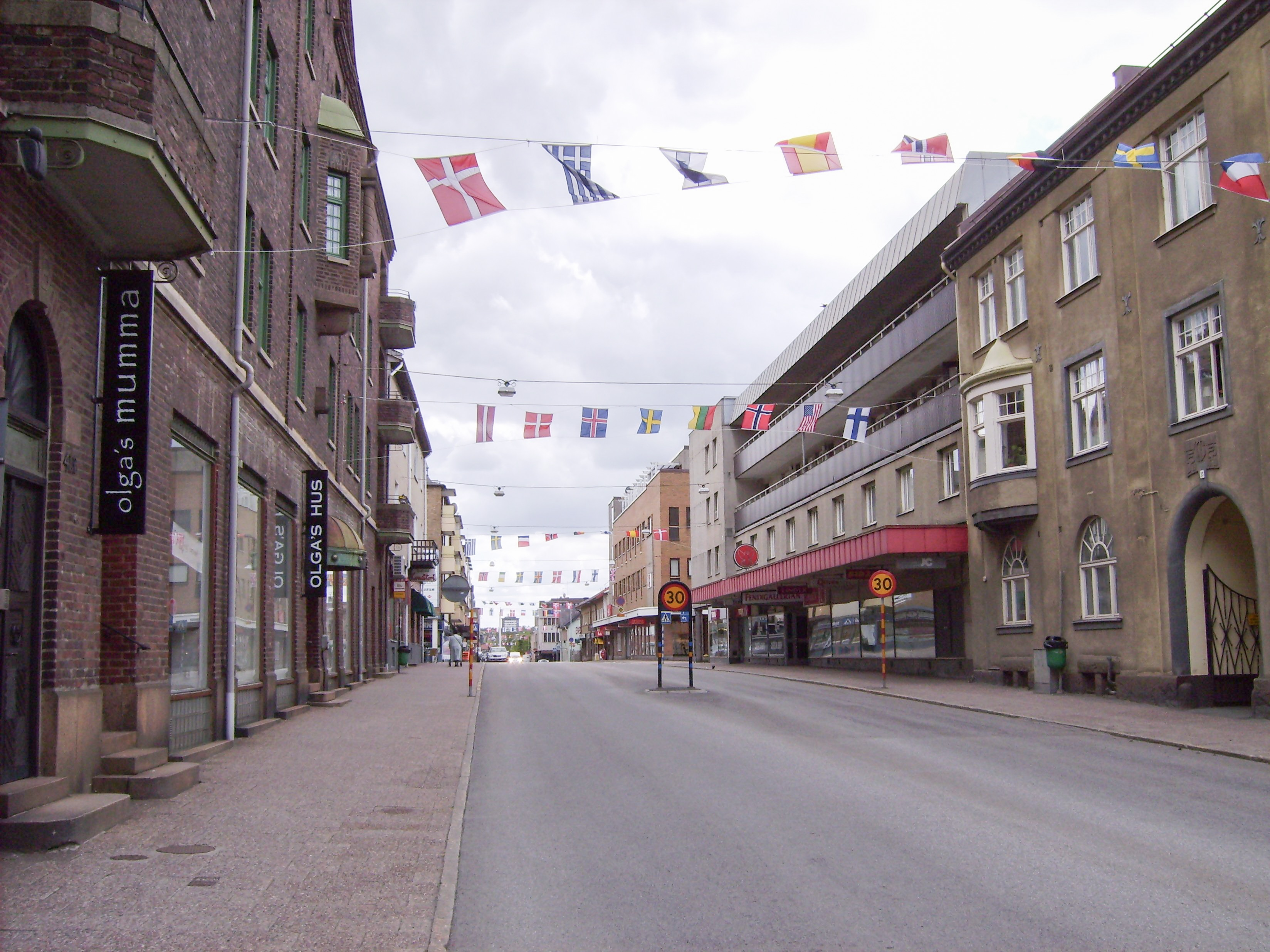
Rådhusgatan
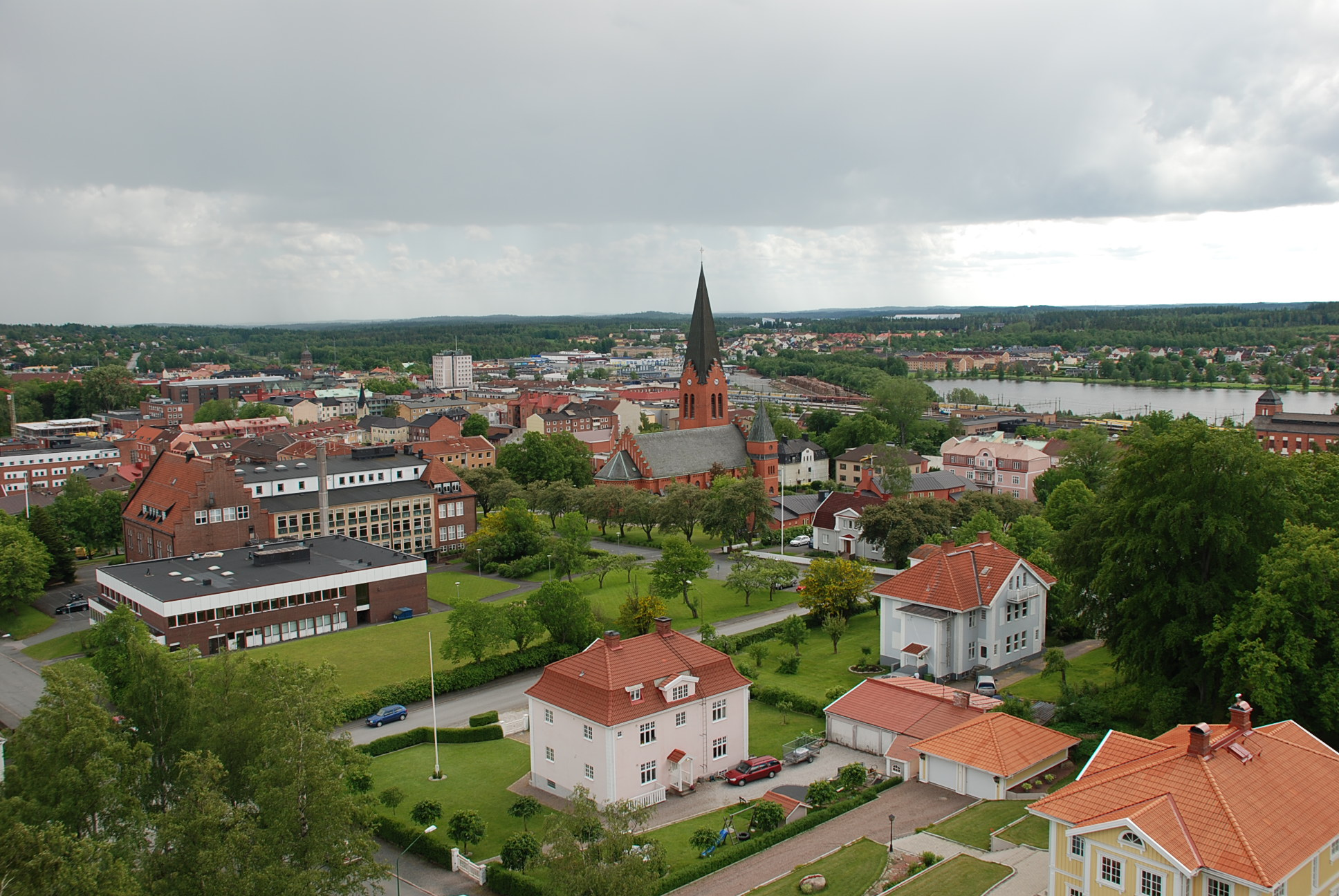
Nässjö från vattentornet
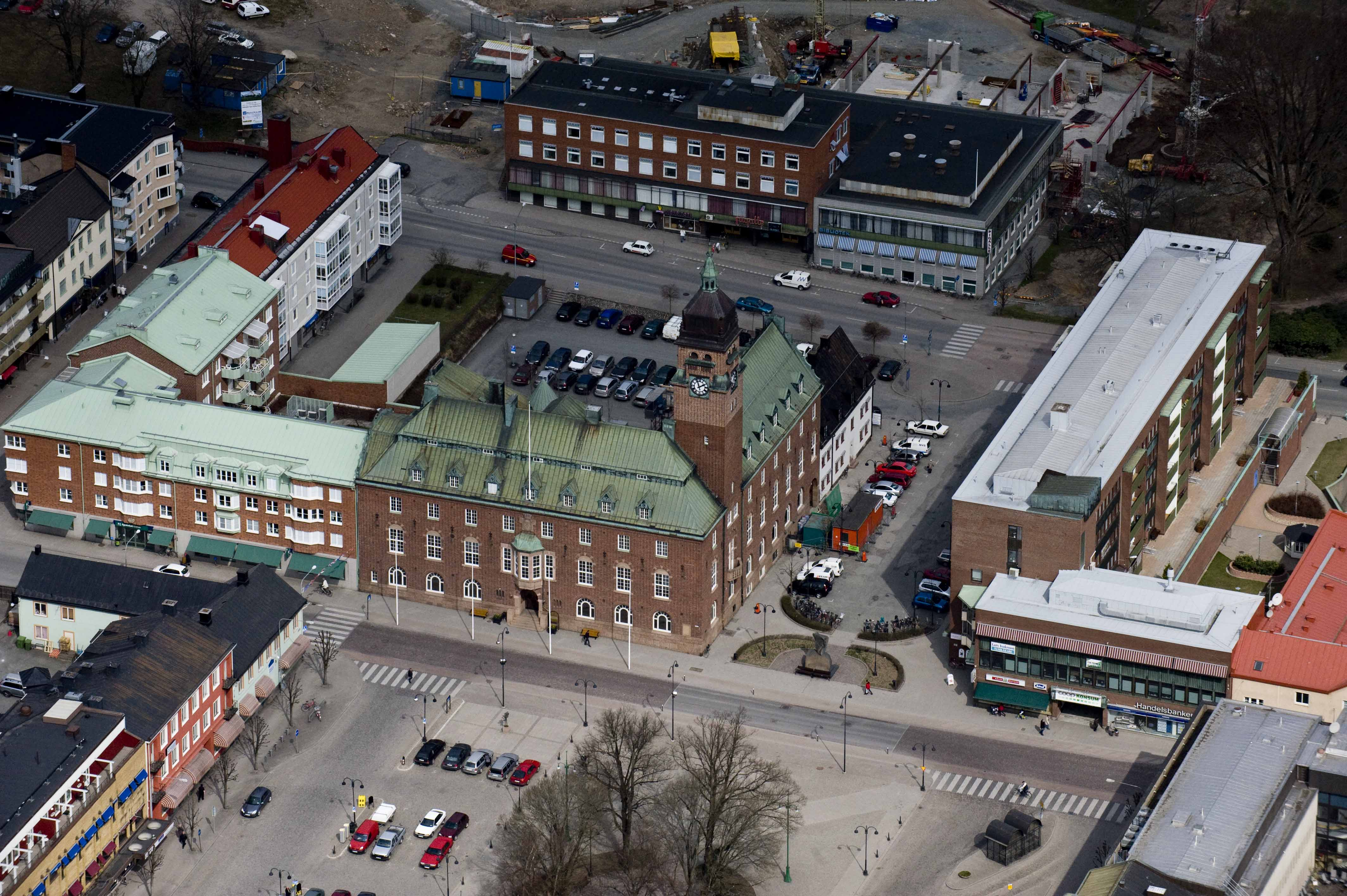
Flygfoto över Nässjö stadshus